# Metasyrphus abiskoensis
Metasyrphus abiskoensis là một loài ruồi trong họ Ruồi giả ong (Syrphidae). Loài này được Dusek & Laska mô tả khoa học đầu tiên năm 1973. Metasyrphus abiskoensis phân bố ở vùng Cổ Bắc giới